# Города Венгрии
Города Венгрии:
Самый крупным городом является столица — Будапешт, самым маленьким городом — Пальхаза с 1114 жителями (2001).

## Крупнейшие города
Список городов страны с населением, превышавшим 45 000 человек по данным на 1 января 2019 года:
| Город                          | Население (1949) | Население (2008) | Население (2012) | Население (2014) | Население (2019) |
| ------------------------------ | ---------------- | ---------------- | ---------------- | ---------------- | ---------------- |
| Будапешт (Budapest)            | 1 590 316        | 1 702 279▲       | 1 740 041▲       | 1 745 665▲       | 1 752 286▲       |
| Дебрецен (Debrecen)            | 115 399          | 205 084▲         | 207 594▼         | 203 914▼         | 201 432▼         |
| Сегед (Szeged)                 | 109 841          | 171 096▲         | 170 052▼         | 161 921▼         | 160 766▼         |
| Мишкольц (Miskolc)             | 104 867          | 167 039▼         | 166 823▼         | 161 265▼         | 154 521▼         |
| Печ (Pécs)                     | 89 470           | 156 664▲         | 156 801▼         | 146 581▼         | 142 873▼         |
| Дьёр (Győr)                    | 69 583           | 128 808▲         | 131 564▲         | 128 902▼         | 132 038▲         |
| Ньиредьхаза (Nyíregyháza)      | 56 334           | 116 874▲         | 117 658▼         | 118 164▲         | 116 799▼         |
| Кечкемет (Kecskemét)           | 61 730           | 110 376▲         | 114 226▲         | 112 071▼         | 110 687▼         |
| Секешфехервар (Székesfehérvár) | 42 260           | 101 755▲         | 101 722▼         | 99 060▼          | 96 940▼          |
| Сомбатхей (Szombathely)        | 47 589           | 79 300▼          | 79 348▼          | 77 566▼          | 78 407▲          |
| Сольнок (Szolnok)              | 37 520           | 75 008▼          | 74 341▼          | 73 106▼          | 71 285▼          |
| Татабанья (Tatabánya)          | 40 221           | 70 388▼          | 70 003▼          | 67 043▼          | 65 845▼          |
| Капошвар (Kaposvár)            | 37 945           | 67 464▼          | 67 686▼          | 64 872▼          | 61 441▼          |
| Эрд (Érd)                      | 16 444           | 63 077▲          | 65 277▲          | 63 294▼          | 68 211▲          |
| Шопрон (Sopron)                | 36 506           | 57 895▲          | 61 390▲          | 61 249▼          | 62 671▲          |
| Веспрем (Veszprém)             | 20 682           | 62 286▲          | 64 024▼          | 60 788▼          | 59 738▼          |
| Бекешчаба (Békéscsaba)         | 44 053           | 64 852▼          | 63 752▼          | 60 571▼          | 58 996▼          |
| Залаэгерсег (Zalaegerszeg)     | 21 668           | 61 717▼          | 61 849▼          | 59 275▼          | 57 403▼          |
| Эгер (Eger)                    | 32 352           | 56 082▼          | 56 166▼          | 54 257▼          | 52 898▼          |
| Надьканижа (Nagykanizsa)       | 33 158           | 50 744▼          | 49 302▼          | 48 664▼          | 46 649▼          |
| Дунауйварош (Dunaújváros)      | 3 949            | 49 183▼          | 48 104▼          | 46 320▼          | 44 200▼          |

## Алфавитный список городовВенгрии
Всего в Венгрии — 3155 поселений, из них 346 городов (város) и 2809 деревень (község) по данным на 1 Января 2016 года. По данным на 2008 год, было 298 городов. Полный список городов:
- Аба (Aba)
- Абадсалок (Abádszalók)
- Абауйсанто (Abaújszántó)
- Абонь (Abony)
- Адонь (Adony)
- Айка (Ajka)
- Айяк (Ajak)
- Альбертирша (Albertirsa)
- Альшожольца (Alsózsolca)
- Асод (Aszód)
- Ач (Ács)
- Бабольна (Bábolna)
- Бадачоньтомай (Badacsonytomaj)
- Байя (Baja)
- Бакталорантхаза (Baktalórántháza)
- Балатональмади (Balatonalmádi)
- Балатонбоглар (Balatonboglár)
- Балатонкенеше (Balatonkenese)
- Балатонлелле (Balatonlelle)
- Балатонфёльдвар (Balatonföldvár)
- Балатонфюзфё (Balatonfűzfő)
- Балатонфюред (Balatonfüred)
- Балашшадьярмат (Balassagyarmat)
- Балкань (Balkány)
- Балмазуйварош (Balmazújváros)
- Барч (Barcs)
- Батасек (Bátaszék)
- Батоньтеренье (Bátonyterenye)
- Баттонья (Battonya)
- Бачальмаш (Bácsalmás)
- Бекеш (Békés)
- Бекешчаба (Békéscsaba)
- Белапатфальва (Bélapátfalva)
- Белед (Beled)
- Береттьоуйфалу (Berettyóújfalu)
- Берхида (Berhida)
- Бешеньсёг (Besenyszög)
- Биаторбадь (Biatorbágy)
- Бихаркерестеш (Biharkeresztes)
- Бичке (Bicske)
- Бодайк (Bodajk)
- Бой (Bóly)
- Боньхад (Bonyhád)
- Боршоднадашд (Borsodnádasd)
- Будаёрш (Budaörs)
- Будакалас (Budakalász)
- Будакеси (Budakeszi)
- Будапешт (Budapest)
- Бюк (Bük)
- Вайя (Vaja)
- Вамошперч (Vámospércs)
- Варпалота (Várpalota)
- Вац (Vác)
- Вашарошнамень (Vásárosnamény)
- Вашвар (Vasvár)
- Веленце (Velence)
- Веп (Vép)
- Верешедьхаз (Veresegyház)
- Верпелет (Verpelét)
- Веспрем (Veszprém)
- Вестё (Vésztő)
- Вечеш (Vecsés)
- Виллань (Villány)
- Вишеград (Visegrád)
- Гардонь (Gárdony)
- Гёд (Göd)
- Гёдёллё (Gödöllő)
- Гёнц (Gönc)
- Дабаш (Dabas)
- Дебрецен (Debrecen)
- Деваванья (Dévaványa)
- Девечер (Devecser)
- Демечер (Demecser)
- Деречке (Derecske)
- Диошд (Diósd)
- Домбовар (Dombóvár)
- Домбрад (Dombrád)
- Дорог (Dorog)
- Дунаваршань (Dunavarsány)
- Дунавече (Dunavecse)
- Дунакеси (Dunakeszi)
- Дунауйварош (Dunaújváros)
- Дунафёльдвар (Dunaföldvár)
- Дунахарасти (Dunaharaszti)
- Дьёмрё (Gyömrő)
- Дьёндьёш (Gyöngyös)
- Дьёндьёшпата (Gyöngyöspata)
- Дьёнк (Gyönk)
- Дьёр (Győr)
- Дьомаэндрёд (Gyomaendrőd)
- Дьюла (Gyula)
- Дьяль (Gyál)
- Жамбек (Zsámbék)
- Залакарош (Zalakaros)
- Залалёвё (Zalalövő)
- Заласентгрот (Zalaszentgrót)
- Залаэгерсег (Zalaegerszeg)
- Замарди (Zamárdi)
- Захонь (Záhony)
- Зирц (Zirc)
- Ибрань (Ibrány)
- Игал (Igal)
- Ижак (Izsák)
- Иллё (Üllő)
- Ишасег (Isaszeg)
- Каба (Kaba)
- Кадаркут (Kadarkút)
- Казинцбарцика (Kazincbarcika)
- Калоча (Kalocsa)
- Капошвар (Kaposvár)
- Капувар (Kapuvár)
- Каркаг (Karcag)
- Кемече (Kemecse)
- Кендереш (Kenderes)
- Керекедьхаза (Kerekegyháza)
- Керепеш (Kerepes)
- Кёрёшладань (Körösladány)
- Кёрменд (Körmend)
- Кёсег (Kőszeg)
- Кестхей (Keszthely)
- Кецель (Kecel)
- Кечкемет (Kecskemét)
- Кишбер (Kisbér)
- Кишварда (Kisvárda)
- Кишкёре (Kisköre)
- Кишкёрёш (Kiskőrös)
- Кишкунмайша (Kiskunmajsa)
- Кишкунфеледьхаза (Kiskunfélegyháza)
- Кишкунхалаш (Kiskunhalas)
- Киштелек (Kistelek)
- Киштарча (Kistarcsa)
- Кишуйсаллаш (Kisújszállás)
- Козармишлень (Kozármisleny)
- Комади (Komádi)
- Комаром (Komárom)
- Комло (Komló)
- Кондорош (Kondoros)
- Кунсентмартон (Kunszentmárton)
- Кунсентмиклош (Kunszentmiklós)
- Кунхедьеш (Kunhegyes)
- Лабатлан (Lábatlan)
- Лайошмиже (Lajosmizse)
- Лебень (Lébény)
- Лендьелтоти (Lengyeltóti)
- Ленти (Lenti)
- Лёринци (Lőrinci)
- Летавертеш (Létavértes)
- Летенье (Letenye)
- Маглод (Maglód)
- Магоч (Mágocs)
- Мако (Makó)
- Мандок (Mándok)
- Мариапоч (Máriapócs)
- Мартонвашар (Martonvásár)
- Мартфю (Martfű)
- Марцали (Marcali)
- Матесалька (Mátészalka)
- Меддьешедьхаза (Medgyesegyháza)
- Мезёберень (Mezőberény)
- Мезёкёвешд (Mezőkövesd)
- Мезёкерестеш (Mezőkeresztes)
- Мезёковачхаза (Mezőkovácsháza)
- Мезётур (Mezőtúr)
- Мезёхедьеш (Mezőhegyes)
- Мезёчат (Mezőcsát)
- Мейкут (Mélykút)
- Миндсент (Mindszent)
- Мишкольц (Miskolc)
- Монор (Monor)
- Мор (Mór)
- Морахалом (Mórahalom)
- Мохач (Mohács)
- Мошонмадьяровар (Mosonmagyaróvár)
- Надудвар (Nádudvar)
- Надьатад (Nagyatád)
- Надьбайом (Nagybajom)
- Надькалло (Nagykálló)
- Надьканижа (Nagykanizsa)
- Надьката (Nagykáta)
- Надькёрёш (Nagykőrös)
- Надьманьок (Nagymányok)
- Надьмарош (Nagymaros)
- Надьхалас (Nagyhalász)
- Надьэчед (Nagyecsed)
- Ньекладхаза (Nyékládháza)
- Ньергешуйфалу (Nyergesújfalu)
- Ньирадонь (Nyíradony)
- Ньирбатор (Nyírbátor)
- Ньиредьхаза (Nyíregyháza)
- Ньирлугош (Nyírlugos)
- Ньирмада (Nyírmada)
- Ньиртелек (Nyírtelek)
- Озд (Ózd)
- Онда (Onga)
- Орослань (Oroszlány)
- Орошхаза (Orosháza)
- Оча (Ócsa)
- Пакш (Paks)
- Пальхаза (Pálháza)
- Паннонхальма (Pannonhalma)
- Папа (Pápa)
- Пасто (Pásztó)
- Пача (Pacsa)
- Петервашара (Pétervására)
- Пецель (Pécel)
- Печ (Pécs)
- Печварад (Pécsvárad)
- Пилиш (Pilis)
- Пилишвёрёшвар (Pilisvörösvár)
- Пилишчаба (Piliscsaba)
- Полгарди (Polgárdi)
- Польгар (Polgár)
- Помаз (Pomáz)
- Пустасабольч (Pusztaszabolcs)
- Путнок (Putnok)
- Пюшпёкладань (Püspökladány)
- Ракамаз (Rakamaz)
- Ракоцифальва (Rákóczifalva)
- Рацальмаш (Rácalmás)
- Рацкеве (Ráckeve)
- Ретшаг (Rétság)
- Репцелак (Répcelak)
- Рудабаня (Rudabánya)
- Сабадсаллаш (Szabadszállás)
- Сазхаломбатта (Százhalombatta)
- Сарваш (Szarvas)
- Сегед (Szeged)
- Сегхалом (Szeghalom)
- Секешфехервар (Székesfehérvár)
- Сексард (Szekszárd)
- Сендрё (Szendrő)
- Сентготхард (Szentgotthárd)
- Сентендре (Szentendre)
- Сентеш (Szentes)
- Сентлёринц (Szentlőrinc)
- Серенч (Szerencs)
- Сечень (Szécsény)
- Сигетвар (Szigetvár)
- Сигетсентмиклош (Szigetszentmiklós)
- Сигетхалом (Szigethalom)
- Сиксо (Szikszó)
- Соб (Szob)
- Сольнок (Szolnok)
- Сомбатхей (Szombathely)
- Таб (Tab)
- Тамаши (Tamási)
- Тапиоселе (Tápiószele)
- Тапольца (Tapolca)
- Тат (Tát)
- Тата (Tata)
- Татабанья (Tatabánya)
- Теглаш (Téglás)
- Тёкёль (Tököl)
- Тёрёкбалинт (Törökbálint)
- Тёрёксентмиклош (Törökszentmiklós)
- Тет (Tét)
- Тисавашвари (Tiszavasvári)
- Тисакечке (Tiszakécske)
- Тисалёк (Tiszalök)
- Тисауйварош (Tiszaújváros)
- Тисафёльдвар (Tiszaföldvár)
- Тисафюред (Tiszafüred)
- Тисачеге (Tiszacsege)
- Токай (Tokaj)
- Тольна (Tolna)
- Томпа (Tompa)
- Тоткомлош (Tótkomlós)
- Тура (Tura)
- Туркеве (Túrkeve)
- Уйкидьош (Újkígyós)
- Уйсас (Újszász)
- Уйфехерто (Újfehértó)
- Уйхартьан (Újhartyán)
- Федьвернек (Fegyvernek)
- Фельшожольца (Felsőzsolca)
- Фертёд (Fertőd)
- Фертёсентмиклош (Fertőszentmiklós)
- Фехердьярмат (Fehérgyarmat)
- Фоньод (Fonyód)
- Фот (Fót)
- Фюзешабонь (Füzesabony)
- Фюзешдьярмат (Füzesgyarmat)
- Хайдубёсёрмень (Hajdúböszörmény)
- Хайдудорог (Hajdúdorog)
- Хайдунанаш (Hajdúnánás)
- Хайдусобосло (Hajdúszoboszló)
- Хайдухадхаз (Hajdúhadház)
- Хайдушамшон (Hajdúsámson)
- Хайош (Hajós)
- Халастелек (Halásztelek)
- Харкань (Harkány)
- Хатван (Hatvan)
- Хевеш (Heves)
- Хевиз (Hévíz)
- Херенд (Herend)
- Ходмезёвашархей (Hódmezővásárhely)
- Цеглед (Cegléd)
- Цельдёмёльк (Celldömölk)
- Циганд (Cigánd)
- Чаквар (Csákvár)
- Чанадпалота (Csanádpalota)
- Ченгер (Csenger)
- Чепрег (Csepreg)
- Чонград (Csongrád)
- Чорваш (Csorvás)
- Чорна (Csorna)
- Чурго (Csurgó)
- Шайобабонь (Sajóbábony)
- Шайосентпетер (Sajószentpéter)
- Шальготарьян (Salgótarján)
- Шандорфальва (Sándorfalva)
- Шарбогард (Sárbogárd)
- Шарвар (Sárvár)
- Шаркад (Sarkad)
- Шарошпатак (Sárospatak)
- Шаторальяуйхей (Sátoraljaújhely)
- Шашд (Sásd)
- Шейе (Sellye)
- Шиклош (Siklós)
- Шимоноторнья (Simontornya)
- Шиофок (Siófok)
- Шольт (Solt)
- Шольтвадкерт (Soltvadkert)
- Шопрон (Sopron)
- Шюйшап (Sülysáp)
- Шюмег (Sümeg)
- Эгер (Eger)
- Эделень (Edelény)
- Элек (Elek)
- Эмёд (Emőd)
- Энч (Encs)
- Эньинг (Enying)
- Эрботтьян (Őrbottyán)
- Эрд (Érd)
- Эрисентпетер (Őriszentpéter)
- Эркень (Örkény)
- Эрчи (Ercsi)
- Эстергом (Esztergom)
- Яношхаза (Jánosháza)
- Яношхальма (Jánoshalma)
- Яношшоморя (Jánossomorja)
- Ясапати (Jászapáti)
- Ясароксаллаш (Jászárokszállás)
- Ясберень (Jászberény)
- Яскишер (Jászkisér)
- Ясфеньсару (Jászfényszaru)